# Karabin LEW-1
LEW-1 – model karabinu wyborowego skonstruowany w Zakładzie Konstrukcji i Eksploatacji Broni Palnej ITU WAT w roku 1999.
Projekt powstał w ramach pracy dyplomowej podporucznika Przemysława Lewandowskiego wykonanej pod kierunkiem płk. mgr inż. Witolda Koperskiego. Celem pracy było skonstruowanie karabinu wyborowego o donośności skutecznej 1000 m zasilanego amunicją 7,62 mm wz. 43, z wykorzystaniem podzespołów produkowanych w Polsce wzorów broni. Wykonany w ramach pracy model karabinu wykorzystywał komorę zamkową, zamek, suwadło, obsadę muszki i rurę gazową i jej nakładkę od karabinu AK, mechanizm spustowo-uderzeniowy karabinu Radom-Hunter, zmodyfikowana kolbę ukm PKM oraz celownik optyczny PSO-1 (z sowieckiego kbw SWD). Od podstaw opracowano lufę, tłumik płomieni, łoże, obsadę kolby, podstawę celownika i dwójnóg. 
LEW-1 był bronią automatyczną, samopowtarzalną z automatyką działającą na zasadzie odprowadzania części gazów prochowych przez boczny otwór lufy. Tłok gazowy o długim skoku, zamek ryglowany przez obrót. Wyrzutnik stały umieszczony w komorze zamkowej, wyciąg sprężynujący, umieszczony w czole zamka. Lufa gwintowana, z czterema bruzdami prawoskrętnymi, zakończona szczelinowym tłumikiem płomieni. Zasilanie z wymiennych magazynków pudełkowych o pojemności 10 nabojów. Celownik optyczny typu PSO-1, dodatkowo karabin miał mechaniczne przyrządy celownicze składające się z muszki i celownika krzywkowego. 